# NGC 2628
NGC 2628 est une galaxie spirale intermédiaire située dans la constellation du Cancer. NGC 2628 a été découverte par l'astronome germano-britannique William Herschel en 1784.

## Caractéristiques
Sa vitesse par rapport au fond diffus cosmologique est de 3 862 ± 18 km/s, ce qui correspond à une distance de Hubble de 57,0 ± 4,0 Mpc (∼186 millions d'al).
La classe de luminosité de NGC 2628 est III et elle présente une large raie HI. Selon la base de données Simbad, NGC 2628 est une galaxie active de type Seyfert 2.
- Note : Wolfgang Steinicke[2] et le professeur Seligman[3] (Sc) classe cette galaxie comme une spirale normale, mais l'image de l'étude SDSS montre le début d'une barre dans le noyau, aussi le classement de spirale intermédiaire proposé par la base de données NASA/IPAC semble mieux correspondre à celle-ci.